# Ferrocarril (estación)
Ferrocarril es una estación de la Línea 3 del Metro de Santiago de Chile. Se encuentra subterránea en la comuna de Quilicura, en la esquina de la avenida Manuel Antonio Matta con Pasaje 4.

## Características y entorno
Cerca de la estación se puede encontrar una planta de revisión técnica y el Liceo Municipal Alcalde Jorge Indo. Además, cruzando la vía férrea, por donde se encuentra la futura estación Quilicura del tren Santiago-Batuco, se encuentra una planta de producción perteneciente a la Compañía de Cervecerías Unidas.

### Accesos
| Acceso | Intersección                          |
| ------ | ------------------------------------- |
| A      | Av. Manuel Antonio Matta con Pasaje 4 |

## Origen etimológico

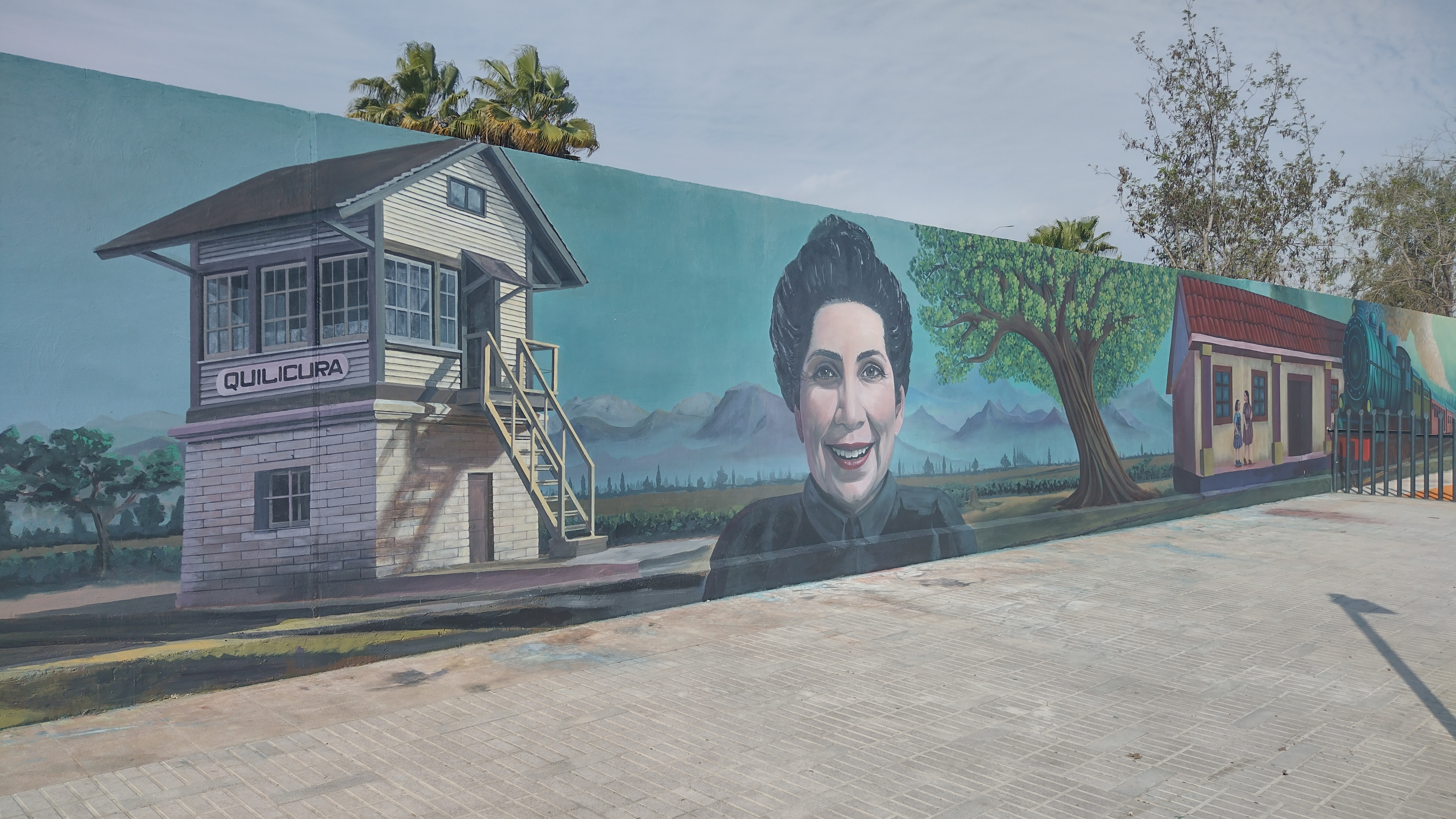
Mural en la plaza de acceso a la estación.

Su nombre se debe a que se encuentra cercana a la exestación de trenes Quilicura, que durante su existencia recibió servicio de pasajeros. Actualmente en ese terreno solo se recibe transporte de basura, sin embargo se ha planteado reconstruir la estación como parte de diversos proyectos ferroviarios de cercanías de la Empresa de los Ferrocarriles del Estado.
Este proyecto denominado Tren Santiago-Batuco se ubicará entre la localidad del mismo nombre y la Estación Quinta Normal.
La Municipalidad de Quilicura publicó una información alusiva a este proyecto, así como el del "Nudo Quilicura" de la intersección de la Ruta 5 Norte y Américo Vespucio. Inicialmente denominada «EFE Quilicura», la estación fue bautizada oficialmente como «Ferrocarril» el 15 de octubre de 2020.
El 10 de diciembre de 2021 se realizó una votación en la que participaron vecinos de la comuna de Quilicura, quienes debían definir —a partir de tres opciones disponibles— el pictograma que identificará a la estación: una de ellas presenta una tren junto a la antigua caseta de maniobras de la estación Quilicura, la otra presenta una perspectiva de la vía férrea flanqueada por álamos, y la tercera presenta una locomotora pasando junto a un grupo de árboles.

## Galería

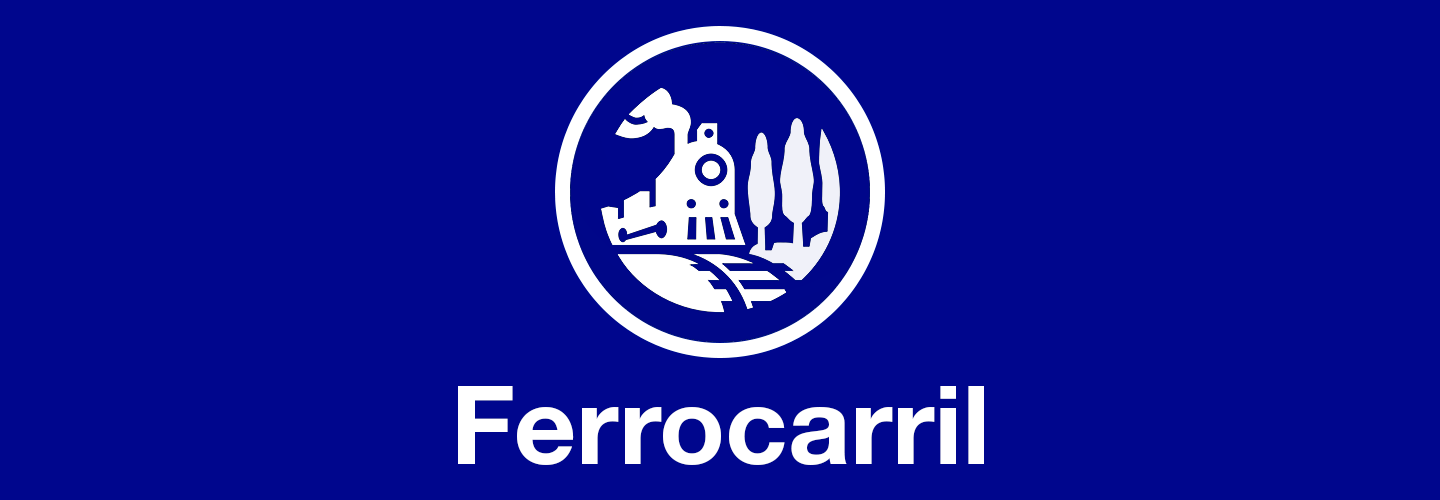
Cenefa utilizada actualmente en los andenes.
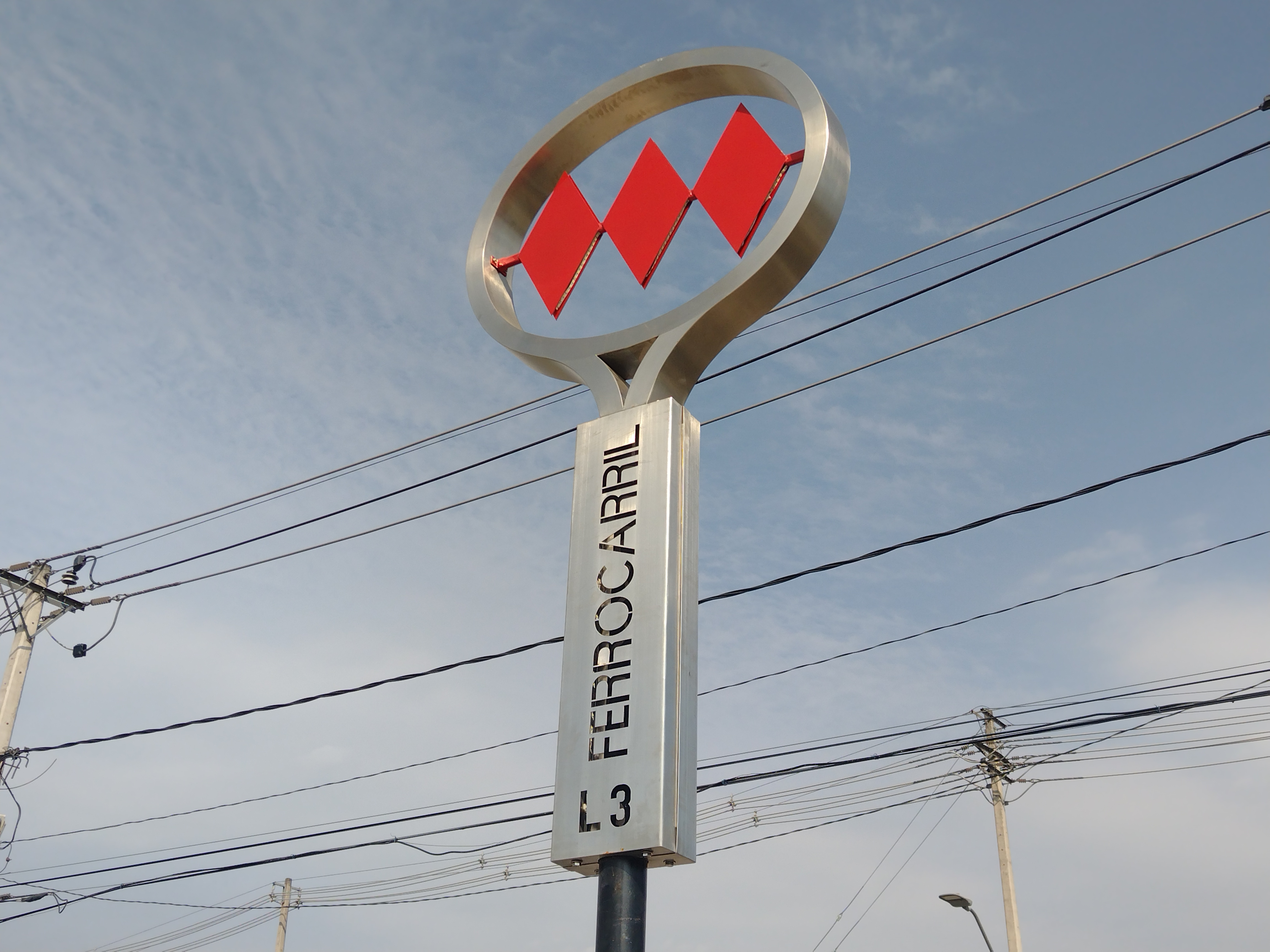
Letrero en el acceso.
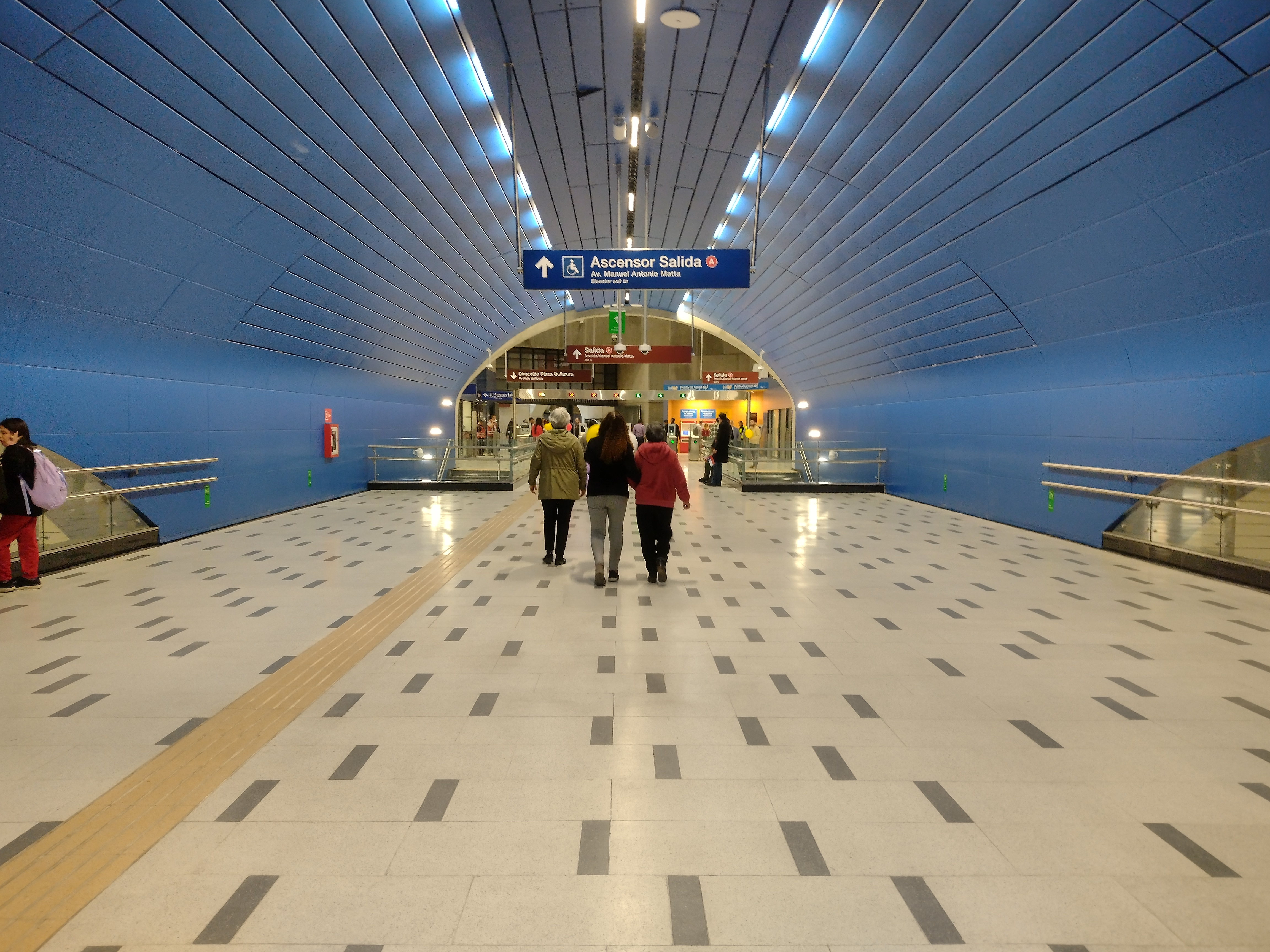
Nivel del puente en la mesanina.
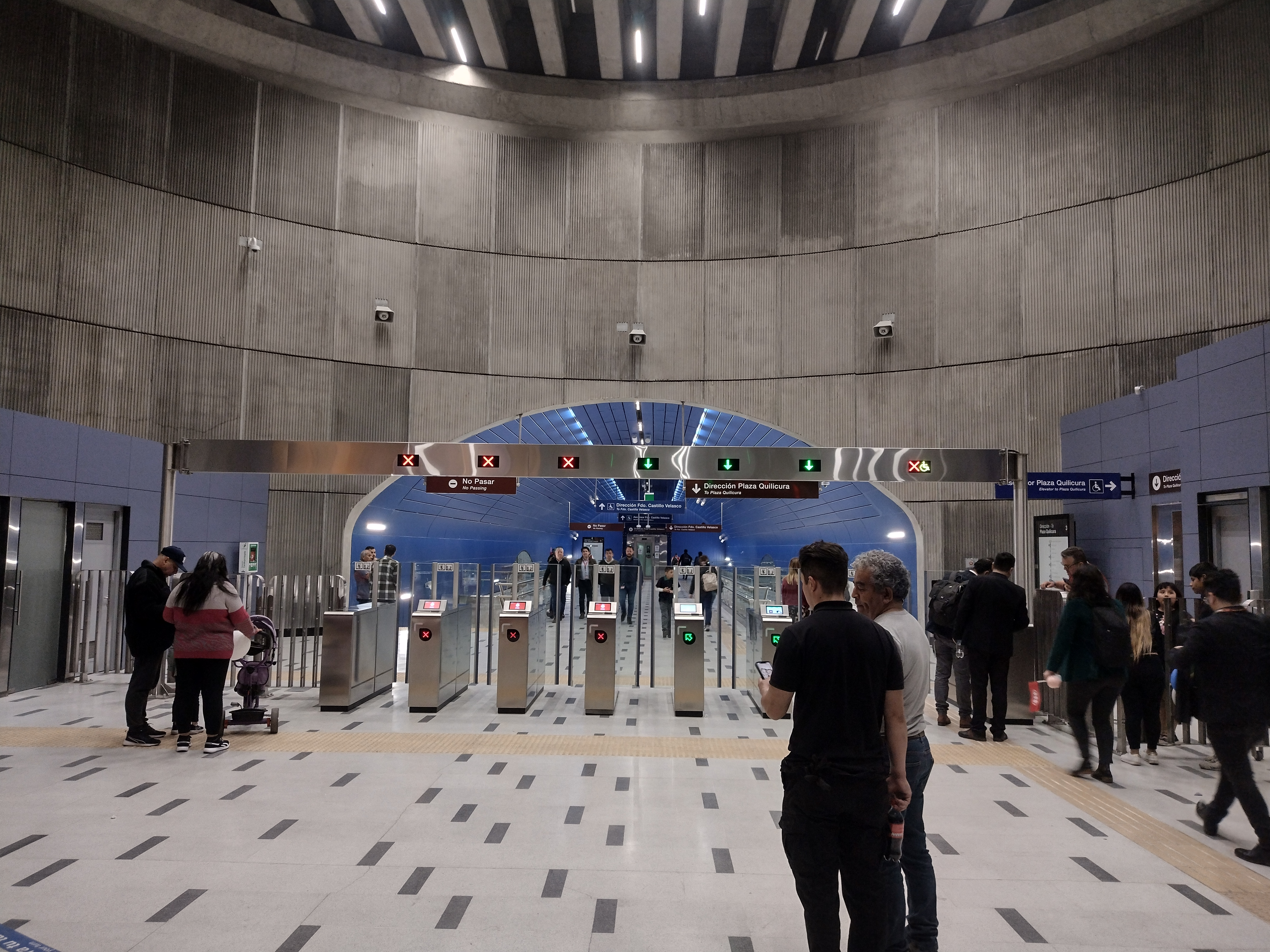
Puertas de acceso a la zona paga.

## Conexión con Red Metropolitana de Movilidad
La estación posee 2 paraderos de la Red Metropolitana de Movilidad en sus alrededores, los cuales corresponden a:
| Paradero                            | Recorridos |
| ----------------------------------- | --- |
| Parada 1 / (M) Ferrocarril (PB448)  | 303 (Quilicura) - 307 (Plaza Italia) - 425 (Rigoberto Jara) - 428 (Metro La Cisterna) - 428e (Metro La Cisterna) - 429 (Lo Echevers) - B06 (Santa Laura) - B08 (Mall Plaza Norte) - B21 (Lo Marcoleta) - B31n (Quilicura) |
| Parada 2 / (M) Ferrocarril (PB1906) | 303 (Plaza Italia) - 307 (Lo Marcoleta) - 429 (Lo Hermida) - B06 (Metro Zapadores) - B21 (Plaza Chacabuco) - B31n (Centro)                                                                                                |

## Controversia
La Empresa de los Ferrocarriles del Estado entró en conflicto con Metro de Santiago ya que debido al proyecto de extensión hacia el poniente de la línea 3 del metro, se debería expropiar un terreno de una superficie de 410 metros cuadrados de propiedad de EFE en la comuna de Quilicura, que comprende todo el ancho de la faja vía en el cruce de la avenida Manuel Antonio Matta. Esto llevó a que EFE presentara un recurso de protección contra Metro. la entonces  Ministra de Transportes y Telecomunicaciones, Paola Tapia, llamó a la calma y a que ambas partes puedan sentarse a dialogar para llegar a un acuerdo.